# Andaniexis subabyssi
Andaniexis subabyssi är en kräftdjursart som beskrevs av Jakov Avadjevitj Birstein och Boris Stepanovitj Vinogradov 1955. Andaniexis subabyssi ingår i släktet Andaniexis och familjen Stegocephalidae. Inga underarter finns listade i Catalogue of Life.